# Rafael Salazar Alonso
Rafael Salazar Alonso (Madrid, 1895 - 23 de setembre de 1936) va ser un polític radical espanyol, ministre de Governació (1934) durant la Segona República Espanyola. Va morir assassinat al començament de la Guerra Civil.

## Biografia
Llicenciat en Dret. Va ser un dels màxims dirigents del Partit Republicà Radical de Lerroux.
Va ser escollit regidor de l'ajuntament de Madrid a les eleccions municipals de 1931, formant part de la candidatura de la Conjunció Republicano-Socialista.
Entre 1931 i 1933 va ser diputat per Badajoz i alcalde de Madrid entre el 19 d'octubre de 1934 i el 25 d'octubre de l'any següent, després de ser cessada la corporació com a conseqüència dels successos revolucionaris d'octubre de 1934). Va participar en la fundació, l'11 de febrer de 1933, de l'Associació d'Amics de la Unió Soviètica.
Va ser també ministre de la Governació entre el 3 de març i el 4 d'octubre de 1934 en sengles gabinets presidits per Alejandro Lerroux i Ricardo Samper. Durant el seu mandat, va ordenar prohibir la vaga convocada pels sindicats agraris de la UGT, Federación Nacional de Trabajadores de la Tierra, en protesta per les mesures de contrareforma agrària implementades pels governs radicals. La vaga, qualificada de revolucionària pel govern, es va saldar amb una gran repressió governamental i el desmantellament del sindicalisme agrari rural. Posteriorment, va ser un dels implicats en l'escàndol de l'estraperlo, fet pel qual va dimitir com a alcalde, hores abans que s'emetés el dictamen de la comissió d'investigació de les Corts que havia investigat l'assumpte.
L'1 de setembre de 1936 va ser detingut per milicians de la FAI i empresonat en la Presó Model. El 23 d'agost de 1936 es va crear per decret el Tribunal Especial que el va jutjar. En el sumari, instruït pel Jutjat Especial del Tribunal Suprem, va participar com a representant del ministeri públic José Vallés, Fiscal General de la República. El 22 de setembre de 1936 va ser condemnat a mort per la seva presumpta participació en la revolta militar i executat l'endemà en la Presó Model de Madrid. Les proves de la seva implicació en la revolta eren inexistents, fet que va ser assenyalat en el seu moment pel socialista Indalecio Prieto, qui va reconèixer que només la pressió popular va impedir que el govern li commutés la pena de mort.

## Escriptor
Fou autor d'alguns llibres, entre els quals destaquen "La muerte de Don Eduardo Dato" (1928), "La justicia bajo la Dictadura" (1930), "Tarea. Cartas políticas" (1934) i "Bajo el signo de la revolución" (1935).